# Liocichla steerii
El charlatán de Steere (Liocichla steerii) es un especie de ave paseriforme de la familia Leiothrichidae endémica de Taiwán.